# Жилин, Геннадий Александрович
Генна́дий Алекса́ндрович Жи́лин (род. 11 августа 1946, Шуткино, Курганская область) — российский юрист, судья Конституционного суда Российской Федерации в отставке, доктор юридических наук (2000), профессор.

## Биография
Геннадий Александрович Жилин родился 11 августа 1946 года в деревне Шуткино Березовского (с 1945/1954 года Шуткинского) сельсовета Каргапольского района Курганской области. Ныне деревня входит в Каргапольский муниципальный округ той же области.
В 1962—1963 годах учился в школе ФЗО № 17 города Челябинска.
В 1963—1964 годах работал электромонтёром Центрального конструкторского бюро по ободам, город Челябинск.
В 1964—1965 годах работал электромонтёром Ольховского отделения «Сельхозтехника», Шадринский район Курганской области.
В 1965 году работал линейным электромонтером Шадринских электрических сетей, Курганская область.
В 1965—1968 годах проходил службу в Советской Армии.
В 1972 году окончил Свердловский юридический институт.
В 1972—1976 годах работал в Первоуральском городском народном суде.
В 1976—1989 годах — судья, затем заместитель председателя Свердловского областного суда.
В 1989—1999 годах — член Верховного суда России.
В 1991 году защитил диссертацию «Подготовка гражданских дел к рассмотрению в суде кассационной инстанции», кандидат юридических наук.
С 18 мая 1999 года — судья Конституционного суда Российской Федерации.
В 2000 году защитил диссертацию «Цели гражданского судопроизводства и их реализация в суде первой инстанции», доктор юридических наук.
С 1 сентября 2016 года — судья Конституционного суда Российской Федерации в отставке.
Геннадий Александрович — доктор юридических наук, профессор кафедры гражданского, арбитражного и административного процессуального права Российской академии правосудия. Преподаёт на юридическом факультете Российской правовой академии Министерства юстиции Российской Федерации. Владеет немецким языком.
Основная сфера научной деятельности — гражданское и арбитражное процессуальное право, в частности защита прав человека в сфере гражданской и конституционной юрисдикции. Он впервые провел комплексное исследование целевых установок гражданского судопроизводства и особенностей их оптимальной реализации, дал определение правовых категорий, характеризующих целевую направленность деятельности субъектов процесса, сформулировал процессуальные задачи и цели, раскрывающие их сущность, характер взаимодействия в процессуально-правовом механизме и соотношение целей правосудия в различных судах, осуществляющих защиту прав.
Г. А. Жилин — единственный судья Конституционного суда России, которому за всю историю этого органа правосудия представителем одной из сторон (Президента Российской Федерации) был заявлен отвод (впрочем, ходатайство об отводе было оставлено без удовлетворения Конституционным судом). Это произошло 25 октября 2012 года на заседании в Конституционном суде по проверке президентских поправок к Гражданскому процессуальному кодексу, узаконивших рассмотрение частных жалоб граждан без извещения участников процесса.

## Труды
Г. А. Жилин — автор более 60 работ, в том числе 1 монографии и 5 научно-практических пособий:
- «Цели гражданского судопроизводства и их реализация в суде первой инстанции» (2000)
- «Суд первой инстанции в гражданском процессе» (2001)
- «Комментарий к Гражданскому процессуальному кодексу Российской Федерации» (2003).

## Награды
- Заслуженный юрист Российской Федерации, 4 июля 1998 года[4].
- Орден «За заслуги перед Отечеством» IV степени, 4 июля 2016 года — за большой вклад в развитие конституционного правосудия и многолетнюю плодотворную деятельность[5]
- Орден Почёта, 27 октября 2011 года[6].